# Catalogue du Mont Wilson
« MWC (catalogue d'étoiles) » redirige ici. Pour les autres significations, voir MWC.
Le Catalogue du Mont Wilson (acronyme : MWC, de l'anglais Mount Wilson Catalogue) est un catalogue d'étoiles.
Aussi connu comme le catalogue Merrill-Burwell, voire le catalogue Merrill, il a été établi par Paul W. Merrill, avec la collaboration de Cora G. Burwell, à partir d'observations spectroscopiques à l'observatoire du mont Wilson.
Comme l'indique son titre complet « Catalogue et bibliographie d'étoiles de classes B et A dont le spectre contient de brillantes raies de l'hydrogène » (Catalogue and bibliography of stars of classes B and A whose spectra have bright hydrogen lines, en anglais), il recense des étoiles de type précoce de classe spectrale B (étoiles dites bleu-blanc) ou A (étoiles dites blanches) et dont le spectre présente des raies d'hydrogène brillantes.
Le catalogue est paru en 1933 dans The Astrophysical Journal.
Deux suppléments sont parus ultérieurement, le premier en 1943, le second en 1949, dans la revue précitée. Un erratum est paru en 1950 dans la revue précitée.
Le catalogue, ses deux suppléments et son erratum ont été incorporés à la base de données Simbad du Centre de données astronomiques de Strasbourg.